# 破談
| ウィキペディアには「破談」という見出しの百科事典記事はありません（タイトルに「破談」を含むページの一覧/「破談」で始まるページの一覧）。 代わりにウィクショナリーのページ「破談」が役に立つかもしれません。 |